# Torneo Clausura 2016 (México)
El Torneo Clausura 2016 fue la edición XCV del campeonato de liga de la Primera División del fútbol mexicano; se trató del 40° torneo corto, luego del cambio en el formato de competencia, con el que se cerró la temporada 2015-2016.
El campeón de este torneo fue Pachuca al derrotar 2-1 en el global a Monterrey.

## Sistema de competición
El torneo de la Liga Bancomer MX, está conformado en dos partes:
- Fase de calificación: Se integra por las 17 jornadas del torneo.
- Fase final: Se integra por los partidos de cuartos de final, semifinal y final.

### Fase de clasificación
En la fase de clasificación se observará el sistema de puntos. La ubicación en la tabla general está sujeta a lo siguiente:
- Por juego ganado se obtendrán tres puntos.
- Por juego empatado se obtendrá un punto.
- Por juego perdido no se otorgan puntos.

En esta fase participan los 18 clubes de la Liga Bancomer MX jugando en cada torneo todos contra todos durante las 17 jornadas respectivas, a un solo partido.
El orden de los clubes al final de la fase de calificación del torneo corresponderá a la suma de los puntos obtenidos por cada uno de ellos y se presentará en forma descendente. Si al finalizar las 17 jornadas del torneo, dos o más clubes estuviesen empatados en puntos, su posición en la tabla general será determinada atendiendo a los siguientes criterios de desempate:
1. Mejor diferencia entre los goles anotados y recibidos y goles.
2. Mayor número de goles anotados.
3. Marcadores particulares entre los clubes empatados.
4. Mayor número de goles anotados como visitante.
5. Mejor ubicado en la tabla general de cociente
6. Tabla Fair Play
7. Sorteo.

Para determinar los lugares que ocuparán los clubes que participen en la fase final del torneo se tomará como base la tabla general de clasificación.
Participan automáticamente por el título de Campeón de la Liga Bancomer MX, los 8 primeros clubes de la tabla general de clasificación al término de las 17 jornadas.

### Fase final
Los ocho clubes calificados para esta fase del torneo serán reubicados de acuerdo con el lugar que ocupen en la tabla General al término de la jornada 17, con el puesto del número uno al club mejor clasificado, y así hasta el número 8. Los partidos a esta fase se desarrollarán a visita, en las siguientes etapas:
- Cuartos de final
- Semifinales
- Final

Los clubes vencedores en los partidos de cuartos de final y semifinal serán aquellos que en los dos juegos anoten el mayor número de goles. De existir empate en el número de goles anotados, la posición se definirá a favor del club con mayor cantidad de goles a favor cuando actúe como visitante.
Si una vez aplicado el criterio anterior los clubes siguieran empatados, se observará la posición de los clubes en la tabla general de clasificación.
Los partidos correspondientes a la fase final se jugarán obligatoriamente los días miércoles y sábado, y jueves y domingo eligiendo, en su caso, exclusivamente en forma descendente, los cuatro clubes mejor clasificados en la tabla general al término de la jornada 17, el día y horario de su partido como local. Los siguientes cuatro clubes podrán elegir únicamente el horario.
El club vencedor de la final y por lo tanto Campeón, será aquel que en los dos partidos anote el mayor número de goles. Si al término del tiempo reglamentario el partido está empatado, se agregarán dos tiempos extras de 15 minutos cada uno. De persistir el empate en estos periodos, se procederá a lanzar tiros penales hasta que resulte un vencedor.
Los partidos de cuartos de final se jugarán de la siguiente manera:
1.º vs 8.º

2.º vs 7.º

3.º vs 6.º

4.º vs 5.º
En las semifinales participarán los cuatro clubes vencedores de cuartos de final, reubicándolos del uno al cuatro, de acuerdo a su mejor posición en la Tabla general de clasificación al término de la jornada 17 del torneo correspondiente, enfrentándose:
1.º vs 4.º

2.º vs 3.º
Disputarán el título de Campeón del Torneo de Clausura 2016, los dos clubes vencedores de la fase semifinal correspondiente, reubicándolos del uno al dos, de acuerdo a su mejor posición en la tabla general de clasificación al término de la jornada 17 de cada Torneo.

## Equipos
Para la temporada 2015-16, la entidad federativa de la República Mexicana con más equipos en la Primera División es la Ciudad de México con tres equipos.
| Santos Dorados Pachuca Monterrey Tigres Morelia Atlas Guadalajara Chiapas Tijuana Puebla Toluca América Cruz Azul UNAM León Veracruz Querétaro |

| Entidad Federativa | N.º | Equipos                   |
| ------------------ | --- | ------------------------- |
| Ciudad de México   | 3   | América, Cruz Azul y UNAM |
| Jalisco            | 2   | Atlas y Guadalajara       |
| Nuevo León         | 2   | Monterrey y Tigres        |
| Baja California    | 1   | Tijuana                   |
| Chiapas            | 1   | Chiapas                   |
| Coahuila           | 1   | Santos                    |
| Estado de México   | 1   | Toluca                    |
| Guanajuato         | 1   | León                      |
| Hidalgo            | 1   | Pachuca                   |
| Michoacán          | 1   | Morelia                   |
| Puebla             | 1   | Puebla                    |
| Querétaro          | 1   | Querétaro                 |
| Sinaloa            | 1   | Dorados                   |
| Veracruz           | 1   | Veracruz                  |

| Equipo      | Entrenador             | Estadio                | Ciudad                    | Patrocinador              | Kit          |
| ----------- | ---------------------- | ---------------------- | ------------------------- | ------------------------- | ------------ |
| América     | Ignacio Ambriz         | Azteca                 | Ciudad de México          | Huawei                    | Nike         |
| Atlas       | Gustavo Costas         | Jalisco                | Guadalajara, Jalisco      | Bridgestone               | Puma         |
| Chiapas     | Ricardo La Volpe       | Víctor Manuel Reyna    | Tuxtla Gutiérrez, Chiapas | Chiapas                   | Pirma        |
| Cruz Azul   | Tomás Boy              | Azul                   | Ciudad de México          | Cemento Cruz Azul         | Under Armour |
| Dorados     | José Guadalupe Cruz    | Banorte                | Culiacán, Sinaloa         | Coppel / Caliente         | Charly       |
| Guadalajara | Matías Almeyda         | Chivas                 | Guadalajara, Jalisco      | Bimbo                     | Adidas       |
| León        | Luis Fernando Tena     | León                   | León, Guanajuato          | Telcel                    | Pirma        |
| Monterrey   | Antonio Mohamed        | BBVA Bancomer          | Monterrey, Nuevo León     | BBVA Bancomer             | Puma         |
| Morelia     | Enrique Meza           | Morelos                | Morelia, Michoacán        | Caliente                  | Pirma        |
| Pachuca     | Diego Alonso           | Hidalgo                | Pachuca, Hidalgo          | Cementos Fortaleza        | Nike         |
| Puebla      | Pablo Marini           | Estadio Cuauhtémoc     | Puebla, Puebla            | Bandera de Estados Unidos | Charly       |
| Querétaro   | Víctor Manuel Vucetich | Corregidora            | Querétaro, Querétaro      | Banco Multiva             | Puma         |
| Santos      | Luis Zubeldía          | Corona                 | Torreón, Coahuila         | Soriana                   | Puma         |
| Tigres      | Ricardo Ferretti       | Universitario          | Monterrey, Nuevo León     | Cemex                     | Adidas       |
| Tijuana     | Miguel Herrera         | Caliente               | Tijuana, Baja California  | Caliente                  | Adidas       |
| Toluca      | José Saturnino Cardozo | Nemesio Díez           | Toluca, México            | Banamex                   | Under Armour |
| UNAM        | Guillermo Vázquez      | Olímpico Universitario | Ciudad de México          | Banamex                   | Nike         |
| Veracruz    | Carlos Reinoso         | Luis "Pirata" Fuente   | Veracruz, Veracruz        | Winpot Casino             | Charly       |

### Cambios de entrenadores
| Equipo               | Entrenador (jornadas)                                                   |
| -------------------- | ----------------------------------------------------------------------- |
| León                 | Juan Antonio Pizzi (1-4) Luis Fernando Tena (5 - 17)                    |
| Dorados de Sinaloa   | Luis Fernando Suárez (1-4) José Guadalupe Cruz (5 - 17)                 |
| Puebla FC            | Pablo Marini (1-14) Fernando Martínez Aldana y Marco Capetillo* (15-17) |
| Atlas de Guadalajara | Gustavo Costas (1-15) Francisco Ramírez (16-17)                         |

- *Técnicos de la Sub-17 y Sub-20 respectivamente.

## Estadios
|                                                                                                  |                                                                                                  |                                                                                                  |  |
|                                                                                                  |                                                                                                  |                                                                                                  |  |
| Estadio Azteca Ciudad: Ciudad de México Capacidad: 102,963 Club: América                         | Estadio Olímpico Universitario Ciudad: Ciudad de México Capacidad: 68,954 Club: Pumas de la UNAM | Estadio Jalisco Ciudad: Guadalajara Capacidad: 56,713 Club: Atlas de Guadalajara                 |  |
|                                                                                                  |                                                                                                  |                                                                                                  |  |
| Estadio BBVA Bancomer Ciudad:Monterrey Capacidad:53,500 Club:Rayados de Monterrey                | Estadio Cuauhtémoc Ciudad: Puebla Capacidad: 51.726 Club: Puebla                                 | Estadio Chivas Ciudad: Guadalajara Capacidad: 49,850 Club: Chivas Rayadas de Guadalajara         |  |
|                                                                                                  |                                                                                                  |                                                                                                  |  |
| Estadio Universitario Ciudad: Monterrey Capacidad: 40,607 Club: Tigres                           | Estadio Morelos Ciudad: Morelia Capacidad: 34,794 Club: Monarcas Morelia                         | Estadio Corregidora Ciudad: Querétaro Capacidad: 34,045 Club: Gallos Blancos del Querétaro       |  |
|                                                                                                  |                                                                                                  |                                                                                                  |  |
| Estadio Azul Ciudad: Ciudad de México Capacidad: 33,042 Club: Cruz Azul                          | Estadio León Ciudad: León Capacidad: 31,297 Club: León                                           | Estadio TSM Corona Ciudad: Torreón Capacidad: 29,327 Club: Santos                                |  |
|                                                                                                  |                                                                                                  |                                                                                                  |  |
| Estadio Luis "Pirata" Fuente Ciudad: Veracruz Capacidad:28,703 Club: Tiburones Rojos de Veracruz | Estadio Hidalgo Ciudad: Pachuca Capacidad: 25,922 Club: Tuzos de Pachuca                         | Estadio Víctor Manuel Reyna Ciudad: Tuxtla Gutiérrez Capacidad: 24,290 Club: Jaguares de Chiapas |  |
|                                                                                                  |                                                                                                  |                                                                                                  |  |
| Estadio Caliente Ciudad: Tijuana Capacidad: 23,986 Club: Xolos de Tijuana                        | Estadio Nemesio Díez Ciudad: Toluca Capacidad: 21,943 Club: Diablos Rojos del Toluca             | Estadio Banorte Ciudad: Culiacán Capacidad:17,898 Club:Dorados de Sinaloa                        |  |

## Torneo Regular

### Calendario
El calendario de partidos se dio a conocer el 14 de diciembre de 2015. Calendario del Torneo Clausura 2016
Los horarios son correspondientes al Tiempo del Centro de México (UTC-6 y UTC-5 en horario de verano).
| Querétaro          | 1 - 3 | Atlas     | Corregidora         | 8 de enero  | 19:30 | Azteca 7     |
| Tijuana            | 1 - 1 | Pachuca   | Caliente            | 8 de enero  | 21:30 | Azteca 7     |
| América            | 0 - 0 | Puebla    | Azteca              | 9 de enero  | 17:00 | Canal 2      |
| Monterrey          | 1 - 0 | UNAM      | BBVA Bancomer       | 9 de enero  | 19:00 | Gala TV      |
| León               | 2 - 0 | Santos    | León                | 9 de enero  | 20:06 | FOX Sports 2 |
| Morelia            | 2 - 2 | Cruz Azul | Morelos             | 9 de enero  | 20:30 | Azteca Trece |
| Chiapas            | 1 - 0 | Dorados   | Víctor Manuel Reyna | 9 de enero  | 21:00 | Gala TV      |
| Toluca             | 1 - 0 | Tigres    | Nemesio Diez        | 10 de enero | 12:00 | Canal 2      |
| Guadalajara        | 2 - 2 | Veracruz  | Omnilife            | 10 de enero | 17:00 | Canal 2      |
| Total de goles: 19 |       |           |                     |             |       |              |

| Veracruz           | 1 - 3 | León        | Luis "Pirata" Fuente   | 15 de enero | 19:30 | Azteca 7     |
| Santos             | 1 - 0 | Chiapas     | Corona TSM             | 15 de enero | 21:30 | Azteca 7     |
| Cruz Azul          | 1 - 1 | Guadalajara | Azul                   | 16 de enero | 17:00 | Canal 2      |
| Tigres             | 2 - 0 | Morelia     | Universitario          | 16 de enero | 19:00 | Gala TV      |
| Pachuca            | 1 - 0 | Querétaro   | Hidalgo                | 16 de enero | 20:06 | FOX Sports 2 |
| Atlas              | 0 - 3 | América     | Jalisco                | 16 de enero | 20:30 | Azteca Trece |
| Dorados            | 0 - 1 | Tijuana     | Banorte                | 16 de enero | 21:00 | TVC Deportes |
| UNAM               | 3 - 2 | Toluca      | Olímpico Universitario | 17 de enero | 12:00 | Canal 2      |
| Puebla             | 1 - 3 | Monterrey   | Cuauhtémoc             | 17 de enero | 17:00 | Sky Sports   |
| Total de goles: 23 |       |             |                        |             |       |              |

| Querétaro          | 3 - 0 | Dorados   | La Corregidora         | 22 de enero | 19:30 | Azteca 7     |
| Tijuana            | 1 - 3 | Santos    | Caliente               | 22 de enero | 21:30 | Sky Sports   |
| América            | 1 - 4 | Pachuca   | Azteca                 | 23 de enero | 17:00 | TDN          |
| Monterrey          | 1 - 0 | Atlas     | BBVA Bancomer          | 23 de enero | 19:00 | Gala TV      |
| León               | 3 - 2 | Cruz Azul | León                   | 23 de enero | 20:06 | FOX Sports 2 |
| Morelia            | 1 - 1 | Toluca    | Morelos                | 23 de enero | 20:30 | Azteca Trece |
| Chiapas            | 1 - 1 | Veracruz  | Cuauhtémoc             | 23 de enero | 21:00 | Gala TV      |
| UNAM               | 0 - 1 | Puebla    | Olímpico Universitario | 24 de enero | 12:00 | UTDN         |
| Guadalajara        | 2 - 2 | Tigres    | Omnilife               | 24 de enero | 17:00 | Canal 2      |
| Total de goles: 27 |       |           |                        |             |       |              |

| Santos             | 2 - 0 | Querétaro   | TSM Corona           | 29 de enero | 21:30 | Azteca 7     |
| Veracruz           | 2 - 2 | Tijuana     | Luis "Pirata" Fuente | 29 de enero | 21:30 | Sky Sports   |
| Cruz Azul          | 2 - 1 | Chiapas     | Azul                 | 30 de enero | 17:00 | Canal 2      |
| Morelia            | 2 - 0 | Guadalajara | Morelos              | 30 de enero | 18:30 | Azteca Trece |
| Tigres             | 3 - 1 | León        | Universitario        | 30 de enero | 19:00 | Gala TV      |
| Pachuca            | 3 - 1 | Monterrey   | Hidalgo              | 30 de enero | 20:06 | FOX Sports 2 |
| Atlas              | 1 - 1 | UNAM        | Jalisco              | 30 de enero | 20:30 | Azteca Trece |
| Dorados            | 0 - 3 | América     | Banorte              | 30 de enero | 21:00 | TVC Deportes |
| Toluca             | 1 - 1 | Puebla      | Nemesio Diez         | 31 de enero | 12:00 | UTDN         |
| Total de goles: 26 |       |             |                      |             |       |              |

| Querétaro          | 2 - 1 | Veracruz  | La Corregidora         | 5 de febrero | 19:30 | Sky Sports   |
| Chiapas            | 1 - 3 | Tigres    | Cuauhtémoc             | 5 de febrero | 21:00 | Sky Sports   |
| Tijuana            | 1 - 1 | Cruz Azul | Caliente               | 5 de febrero | 21:30 | Azteca 7     |
| América            | 2 - 0 | Santos    | Azteca                 | 6 de febrero | 17:00 | Canal 2      |
| Monterrey          | 3 - 0 | Dorados   | BBVA Bancomer          | 6 de febrero | 19:00 | Gala TV      |
| Puebla             | 4 - 1 | Atlas     | Cuauhtémoc             | 6 de febrero | 19:00 | Sky Sports   |
| León               | 1 - 2 | Morelia   | León                   | 6 de febrero | 20:06 | FOX Sports 2 |
| Guadalajara        | 1 - 1 | Toluca    | Omnilife               | 6 de febrero | 21:00 | Gala TV      |
| UNAM               | 1 - 1 | Pachuca   | Olímpico Universitario | 7 de febrero | 12:00 | Canal 2      |
| Total de goles: 26 |       |           |                        |              |       |              |

| Veracruz           | 1 - 1 | América   | Luis "Pirata" Fuente | 12 de febrero | 19:30 | Azteca 7     |
| Toluca             | 1 - 1 | Atlas     | Nemesio Diez         | 12 de febrero | 20:30 | Gala TV      |
| Santos             | 1 - 2 | Monterrey | TSM Corona           | 12 de febrero | 21:30 | Azteca 7     |
| Cruz Azul          | 2 - 1 | Querétaro | Azul                 | 13 de febrero | 17:00 | TDN          |
| Tigres             | 1 - 2 | Tijuana   | Universitario        | 13 de febrero | 19:00 | Gala TV      |
| Dorados            | 2 - 3 | UNAM      | Banorte              | 13 de febrero | 21:00 | TVC Deportes |
| Guadalajara        | 0 - 1 | León      | Omnilife             | 14 de febrero | 12:00 | UTDN         |
| Pachuca            | 5 - 2 | Puebla    | Estadio Hidalgo      | 14 de febrero | 19:00 | FOX Sports 2 |
| Morelia            | 2 - 0 | Chiapas   | Morelos              | 26 de marzo   | 20:30 | Azteca Trece |
| Total de goles: 28 |       |           |                      |               |       |              |

| Querétaro          | 2 - 2 | Tigres      | La Corregidora         | 19 de febrero | 19:30 | Sky Sports   |
| Tijuana            | 1 - 1 | Morelia     | Caliente               | 19 de febrero | 21:30 | Azteca 7     |
| América            | 3 - 3 | Cruz Azul   | Azteca                 | 20 de febrero | 17:00 | Canal 2      |
| Monterrey          | 5 - 1 | Veracruz    | BBVA Bancomer          | 20 de febrero | 19:00 | Sky Sports   |
| León               | 5 - 1 | Toluca      | León                   | 20 de febrero | 20:06 | FOX Sports 2 |
| Atlas              | 1 - 0 | Pachuca     | Jalisco                | 20 de febrero | 20:30 | Azteca Trece |
| Chiapas            | 1 - 1 | Guadalajara | Víctor Manuel Reyna    | 20 de febrero | 21:00 | Gala TV      |
| UNAM               | 1 - 1 | Santos      | Olímpico Universitario | 21 de febrero | 12:00 | Canal 2      |
| Puebla             | 3 - 2 | Dorados     | Cuauhtémoc             | 21 de febrero | 17:00 | Sky Sports   |
| Total de goles: 34 |       |             |                        |               |       |              |

| Veracruz           | 0 - 0 | UNAM      | Luis "Pirata" Fuente | 26 de febrero | 21:30 | Azteca 7     |
| Cruz Azul          | 4 - 0 | Monterrey | Azul                 | 27 de febrero | 17:00 | Canal 2      |
| Tigres             | 4 - 1 | América   | Universitario        | 27 de febrero | 19:00 | Gala TV      |
| Santos             | 1 - 1 | Puebla    | TSM Corona           | 27 de febrero | 19:00 | Sky Sports   |
| León               | 1 - 3 | Chiapas   | León                 | 27 de febrero | 20:06 | FOX Sports 2 |
| Morelia            | 1 - 1 | Querétaro | Morelos              | 27 de febrero | 20:30 | Azteca Trece |
| Dorados            | 2 - 1 | Atlas     | Banorte              | 27 de febrero | 21:00 | TVC Deportes |
| Toluca             | 0 - 1 | Pachuca   | Nemesio Diez         | 27 de febrero | 21:00 | Gala TV      |
| Guadalajara        | 1 - 1 | Tijuana   | Omnilife             | 28 de febrero | 17:00 | Canal 2      |
| Total de goles: 23 |       |           |                      |               |       |              |

| Tijuana            | 0 - 0 | León        | Caliente               | 4 de marzo | 21:30 | Azteca 7     |
| América            | 4 - 1 | Morelia     | Azteca                 | 5 de marzo | 17:00 | Canal 2      |
| Querétaro          | 0 - 2 | Guadalajara | La Corregidora         | 5 de marzo | 18:30 | Azteca Trece |
| Monterrey          | 1 - 0 | Tigres      | BBVA Bancomer          | 5 de marzo | 19:00 | Gala TV      |
| Pachuca            | 2 - 2 | Dorados     | Hidalgo                | 5 de marzo | 20:06 | FOX Sports 2 |
| Atlas              | 1 - 2 | Santos      | Jalisco                | 5 de marzo | 20:30 | Azteca Trece |
| Chiapas            | 3 - 2 | Toluca      | Víctor Manuel Reyna    | 5 de marzo | 21:00 | Sky Sports   |
| UNAM               | 2 - 2 | Cruz Azul   | Olímpico Universitario | 6 de marzo | 12:00 | Canal 2      |
| Puebla             | 1 - 1 | Veracruz    | Cuauhtémoc             | 6 de marzo | 17:00 | Sky Sports   |
| Total de goles: 26 |       |             |                        |            |       |              |

| Veracruz           | 3 - 2 | Atlas     | Luis "Pirata" Fuente | 11 de marzo | 21:30 | Sky Sports   |
| Santos             | 3 - 2 | Pachuca   | TSM Corona           | 11 de marzo | 21:30 | Azteca 7     |
| Cruz Azul          | 1 - 1 | Puebla    | Azul                 | 12 de marzo | 17:00 | TDN          |
| Tigres             | 0 - 0 | UNAM      | Universitario        | 12 de marzo | 19:00 | Gala TV      |
| León               | 2 - 0 | Querétaro | León                 | 12 de marzo | 20:06 | FOX Sports 2 |
| Morelia            | 1 - 3 | Monterrey | Morelos              | 12 de marzo | 20:30 | Azteca Trece |
| Chiapas            | 1 - 2 | Tijuana   | Víctor Manuel Reyna  | 12 de marzo | 21:00 | Gala TV      |
| Toluca             | 3 - 0 | Dorados   | Nemesio Diez         | 13 de marzo | 12:00 | Canal 2      |
| Guadalajara        | 1 - 2 | América   | Omnilife             | 13 de marzo | 19:30 | Canal 2      |
| Total de goles: 27 |       |           |                      |             |       |              |

| Querétaro          | 1 - 1 | Chiapas     | La Corregidora         | 18 de marzo | 19:30 | Sky Sports   |
| Tijuana            | 0 - 0 | Toluca      | Caliente               | 18 de marzo | 21:30 | Azteca 7     |
| América            | 2 - 1 | León        | Azteca                 | 19 de marzo | 17:00 | TDN          |
| Monterrey          | 1 - 3 | Guadalajara | BBVA Bancomer          | 19 de marzo | 19:00 | Gala TV      |
| Pachuca            | 6 - 0 | Veracruz    | Hidalgo                | 19 de marzo | 20:06 | FOX Sports 2 |
| Atlas              | 0 - 2 | Cruz Azul   | Jalisco                | 19 de marzo | 20:30 | Azteca Trece |
| Dorados            | 3 - 1 | Santos      | Banorte                | 19 de marzo | 21:00 | TVC Deportes |
| Puebla             | 0 - 0 | Tigres      | Cuauhtémoc             | 20 de marzo | 17:00 | Sky Sports   |
| UNAM               | 4 - 2 | Morelia     | Olímpico Universitario | 20 de marzo | 18:00 | Canal 2      |
| Total de goles: 27 |       |             |                        |             |       |              |

| Toluca             | 0 - 0 | Santos    | Nemesio Diez         | 1 de abril | 20:30 | Gala TV      |
| Veracruz           | 0 - 0 | Dorados   | Luis "Pirata" Fuente | 1 de abril | 21:30 | Azteca 7     |
| Tijuana            | 2 - 4 | Querétaro | Caliente             | 1 de abril | 21:30 | Sky Sports   |
| Cruz Azul          | 0 - 0 | Pachuca   | Azul                 | 2 de abril | 17:00 | Canal 2      |
| Tigres             | 2 - 2 | Atlas     | Universitario        | 2 de abril | 19:00 | Sky Sports   |
| León               | 1 - 2 | Monterrey | León                 | 2 de abril | 20:06 | FOX Sports 2 |
| Morelia            | 2 - 0 | Puebla    | Morelos              | 2 de abril | 20:30 | Azteca Trece |
| Chiapas            | 0 - 2 | América   | Víctor Manuel Reyna  | 2 de abril | 21:00 | Gala TV      |
| Guadalajara        | 4 - 0 | UNAM      | Omnilife             | 3 de abril | 20:30 | Canal 2      |
| Total de goles: 21 |       |           |                      |            |       |              |

| Querétaro          | 0 - 0 | Toluca      | La Corregidora         | 8 de abril  | 19:30 | Azteca 7     |
| Santos             | 2 - 0 | Veracruz    | TSM Corona             | 8 de abril  | 21:30 | Azteca 7     |
| América            | 6 - 1 | Tijuana     | Azteca                 | 9 de abril  | 17:00 | Canal 2      |
| Monterrey          | 6 - 0 | Chiapas     | BBVA Bancomer          | 9 de abril  | 19:00 | Gala TV      |
| Pachuca            | 2 - 1 | Tigres      | Hidalgo                | 9 de abril  | 20:06 | FOX Sports 2 |
| Atlas              | 1 - 2 | Morelia     | Jalisco                | 9 de abril  | 20:30 | Azteca Trece |
| Dorados            | 3 - 0 | Cruz Azul   | Banorte                | 9 de abril  | 21:00 | TVC Deportes |
| Puebla             | 0 - 3 | Guadalajara | Cuauhtémoc             | 10 de abril | 17:00 | Sky Sports   |
| UNAM               | 1 - 2 | León        | Olímpico Universitario | 10 de abril | 18:30 | TDN          |
| Total de goles: 30 |       |             |                        |             |       |              |

| Querétaro          | 1 - 0 | América   | La Corregidora      | 15 de abril | 19:30 | Azteca 7     |
| Tijuana            | 1 - 2 | Monterrey | Caliente            | 15 de abril | 21:30 | Sky Sports   |
| Toluca             | 4 - 2 | Veracruz  | Nemesio Diez        | 16 de abril | 12:45 | TDN          |
| Cruz Azul          | 0 - 1 | Santos    | Azul                | 16 de abril | 17:00 | Canal 2      |
| Tigres             | 5 - 2 | Dorados   | Universitario       | 16 de abril | 19:00 | Gala TV      |
| León               | 4 - 1 | Puebla    | León                | 16 de abril | 20:06 | FOX Sports 2 |
| Morelia            | 1 - 0 | Pachuca   | Morelos             | 16 de abril | 20:30 | Azteca Trece |
| Chiapas            | 1 - 2 | UNAM      | Víctor Manuel Reyna | 16 de abril | 21:00 | Gala TV      |
| Guadalajara        | 1 - 0 | Atlas     | Chivas              | 17 de abril | 17:00 | Canal 2      |
| Total de goles: 28 |       |           |                     |             |       |              |

| UNAM               | 3 - 1 | Tijuana     | Olímpico Universitario | 22 de abril | 20:00 | Canal 5      |
| Veracruz           | 2 - 1 | Cruz Azul   | Luis "Pirata" Fuente   | 22 de abril | 21:30 | Azteca 7     |
| América            | 0 - 1 | Toluca      | Azteca                 | 23 de abril | 17:00 | Canal 2      |
| Monterrey          | 3 - 2 | Querétaro   | BBVA Bancomer          | 23 de abril | 19:00 | Sky Sports   |
| Santos             | 2 - 1 | Tigres      | TSM Corona             | 23 de abril | 19:00 | Sky Sports   |
| Pachuca            | 1 - 1 | Guadalajara | Hidalgo                | 23 de abril | 20:06 | FOX Sports 2 |
| Atlas              | 1 - 1 | León        | Jalisco                | 23 de abril | 20:30 | Azteca Trece |
| Dorados            | 1 - 0 | Morelia     | Banorte                | 23 de abril | 21:00 | TVC Deportes |
| Puebla             | 2 - 1 | Chiapas     | Cuauhtémoc             | 24 de abril | 17:00 | Sky Sports   |
| Total de goles: 24 |       |             |                        |             |       |              |

| Querétaro          | 2 - 1 | UNAM      | La Corregidora      | 29 de abril | 19:30 | Azteca 7     |
| Tijuana            | 0 - 0 | Puebla    | Caliente            | 29 de abril | 21:30 | Azteca 7     |
| América            | 3 - 3 | Monterrey | Azteca              | 30 de abril | 17:00 | Canal 2      |
| Tigres             | 0 - 0 | Veracruz  | Universitario       | 30 de abril | 19:00 | Sky Sports   |
| León               | 0 - 0 | Pachuca   | León                | 30 de abril | 20:06 | FOX Sports 2 |
| Morelia            | 3 - 2 | Santos    | Morelos             | 30 de abril | 20:30 | Azteca Trece |
| Chiapas            | 0 - 3 | Atlas     | Víctor Manuel Reyna | 30 de abril | 21:00 | Gala TV      |
| Toluca             | 0 - 2 | Cruz Azul | Nemesio Diez        | 1 de mayo   | 12:00 | Canal 2      |
| Guadalajara        | 2 - 1 | Dorados   | Chivas              | 1 de mayo   | 17:00 | TDN          |
| Total de goles: 22 |       |           |                     |             |       |              |

| Veracruz           | 1 - 2 | Morelia     | Luis "Pirata" Fuente   | 6 de mayo | 19:30 | Azteca 7     |
| Santos             | 0 - 1 | Guadalajara | Corona (TSM)           | 6 de mayo | 21:30 | Azteca 7     |
| Cruz Azul          | 0 - 3 | Tigres      | Azul                   | 7 de mayo | 17:00 | Canal 2      |
| Monterrey          | 1 - 2 | Toluca      | BBVA Bancomer          | 7 de mayo | 19:00 | Gala TV      |
| Pachuca            | 2 - 1 | Chiapas     | Hidalgo]]              | 7 de mayo | 20:06 | FOX Sports 2 |
| Atlas              | 0 - 0 | Tijuana     | Jalisco                | 7 de mayo | 20:30 | Azteca Trece |
| Dorados            | 0 - 1 | León        | Banorte                | 7 de mayo | 21:00 | TVC Deportes |
| UNAM               | 1 - 1 | América     | Olímpico Universitario | 8 de mayo | 12:00 | Canal 2      |
| Puebla             | 3 - 1 | Querétaro   | Cuauhtémoc             | 8 de mayo | 17:00 | Sky Sports   |
| Total de goles: 20 |       |             |                        |           |       |              |

## Tabla General
| Pos. | Equipo      | Pts. | PJ | G  | E | P  | GF | GC | Dif. | Clasificación                   |
| ---- | ----------- | ---- | -- | -- | - | -- | -- | -- | ---- | ------------------------------- |
| 1    | Monterrey   | 37   | 17 | 12 | 1 | 4  | 38 | 23 | +15  | Cuartos de final de la liguilla |
| 2    | Pachuca (C) | 30   | 17 | 8  | 6 | 3  | 31 | 16 | +15  | Cuartos de final de la liguilla |
| 3    | León        | 30   | 17 | 9  | 3 | 5  | 29 | 19 | +10  | Cuartos de final de la liguilla |
| 4    | América     | 29   | 17 | 8  | 5 | 4  | 34 | 22 | +12  | Cuartos de final de la liguilla |
| 5    | Guadalajara | 28   | 17 | 7  | 7 | 3  | 26 | 16 | +10  | Cuartos de final de la liguilla |
| 6    | Morelia     | 28   | 17 | 8  | 4 | 5  | 25 | 24 | +1   | Cuartos de final de la liguilla |
| 7    | Santos      | 27   | 17 | 8  | 3 | 6  | 22 | 20 | +2   | Cuartos de final de la liguilla |
| 8    | Tigres      | 24   | 17 | 6  | 6 | 5  | 29 | 19 | +10  | Cuartos de final de la liguilla |
| 9    | Cruz Azul   | 22   | 17 | 5  | 7 | 5  | 25 | 24 | +1   |                                 |
| 10   | UNAM        | 22   | 17 | 5  | 7 | 5  | 23 | 24 | −1   |                                 |
| 11   | Toluca      | 22   | 17 | 5  | 7 | 5  | 20 | 21 | −1   |                                 |
| 12   | Puebla      | 22   | 17 | 5  | 7 | 5  | 21 | 26 | −5   |                                 |
| 13   | Querétaro   | 19   | 17 | 5  | 4 | 8  | 21 | 26 | −5   |                                 |
| 14   | Tijuana     | 18   | 17 | 3  | 9 | 5  | 17 | 26 | −9   |                                 |
| 15   | Atlas       | 14   | 17 | 3  | 5 | 9  | 18 | 26 | −8   |                                 |
| 16   | Dorados (D) | 14   | 17 | 4  | 2 | 11 | 18 | 32 | −14  | Descenso de categoría           |
| 17   | Veracruz    | 14   | 17 | 2  | 8 | 7  | 18 | 34 | −16  |                                 |
| 18   | Chiapas     | 12   | 17 | 3  | 3 | 11 | 16 | 33 | −17  |                                 |

 Fuente: página oficial de la competición

### Evolución de la Clasificación
| Equipo / Jornada | 01 | 02 | 03 | 04 | 05 | 06 | 07 | 08 | 09 | 10 | 11 | 12 | 13 | 14 | 15 | 16 | 17 |
| ---------------- | -- | -- | -- | -- | -- | -- | -- | -- | -- | -- | -- | -- | -- | -- | -- | -- | -- |
| Monterrey        | 5  | 2  | 2  | 4  | 1  | 1  | 1  | 1  | 1  | 1  | 1  | 1  | 1  | 1  | 1  | 1  | 1  |
| Pachuca          | 10 | 4  | 3  | 1  | 2  | 2  | 3  | 2  | 2  | 3  | 2  | 3  | 3  | 3  | 4  | 3  | 2  |
| León             | 2  | 1  | 1  | 2  | 5  | 3  | 2  | 3  | 3  | 2  | 4  | 5  | 4  | 4  | 5  | 4  | 3  |
| América          | 13 | 3  | 6  | 5  | 4  | 4  | 4  | 7  | 4  | 4  | 3  | 2  | 2  | 2  | 2  | 2  | 4  |
| Guadalajara      | 8  | 13 | 11 | 16 | 14 | 16 | 15 | 16 | 13 | 14 | 12 | 10 | 8  | 7  | 6  | 6  | 5  |
| Morelia          | 9  | 15 | 17 | 9  | 8  | 5  | 5  | 5  | 9  | 10 | 11 | 9  | 7  | 6  | 7  | 7  | 6  |
| Santos           | 18 | 11 | 4  | 3  | 6  | 9  | 10 | 10 | 7  | 5  | 6  | 6  | 5  | 5  | 3  | 5  | 7  |
| Tigres           | 14 | 6  | 5  | 6  | 3  | 6  | 6  | 4  | 5  | 6  | 7  | 7  | 9  | 8  | 9  | 9  | 8  |
| Cruz Azul        | 6  | 12 | 15 | 7  | 9  | 7  | 8  | 5  | 6  | 7  | 5  | 4  | 6  | 9  | 10 | 8  | 9  |
| UNAM             | 15 | 8  | 13 | 12 | 13 | 10 | 11 | 11 | 11 | 11 | 9  | 11 | 11 | 10 | 8  | 10 | 10 |
| Toluca           | 3  | 7  | 7  | 8  | 10 | 12 | 14 | 15 | 16 | 13 | 14 | 13 | 13 | 12 | 11 | 11 | 11 |
| Puebla           | 12 | 16 | 10 | 11 | 7  | 11 | 7  | 8  | 8  | 9  | 10 | 12 | 12 | 14 | 12 | 13 | 12 |
| Querétaro        | 17 | 18 | 12 | 17 | 11 | 13 | 13 | 12 | 14 | 16 | 15 | 14 | 14 | 11 | 13 | 12 | 13 |
| Tijuana          | 11 | 5  | 9  | 10 | 12 | 8  | 9  | 9  | 10 | 8  | 8  | 8  | 10 | 13 | 14 | 14 | 14 |
| Atlas            | 1  | 10 | 14 | 14 | 16 | 14 | 12 | 14 | 15 | 17 | 17 | 17 | 18 | 18 | 18 | 17 | 15 |
| Dorados          | 16 | 17 | 18 | 18 | 18 | 18 | 18 | 18 | 18 | 18 | 18 | 18 | 16 | 16 | 15 | 15 | 16 |
| Veracruz         | 7  | 14 | 16 | 15 | 17 | 15 | 17 | 17 | 17 | 15 | 16 | 16 | 17 | 17 | 16 | 16 | 17 |
| Chiapas          | 4  | 9  | 8  | 13 | 15 | 17 | 16 | 13 | 12 | 12 | 13 | 15 | 15 | 15 | 17 | 18 | 18 |

## Tabla de Cocientes
| Pos. | Equipo      | A13 | C14 | A14 | C15 | A15 | C16 | Puntos | Juegos | Cociente |
| ---- | ----------- | --- | --- | --- | --- | --- | --- | ------ | ------ | -------- |
| 1    | América     | 37  | 25  | 31  | 29  | 28  | 29  | 179    | 102    | 1.7549   |
| 2    | Toluca      | 27  | 32  | 29  | 24  | 32  | 21  | 166    | 102    | 1.6274   |
| 3    | Tigres      | 25  | 21  | 31  | 29  | 28  | 24  | 158    | 102    | 1.5490   |
| 4    | Monterrey   | 20  | 23  | 27  | 24  | 23  | 37  | 154    | 102    | 1.5098   |
| 5    | Cruz Azul   | 29  | 36  | 21  | 25  | 20  | 22  | 153    | 102    | 1.5000   |
| 6    | Santos      | 33  | 25  | 23  | 25  | 17  | 27  | 150    | 102    | 1.4705   |
| 7    | León        | 30  | 23  | 22  | 16  | 30  | 30  | 151    | 102    | 1.4803   |
| 8    | Pachuca     | 17  | 24  | 25  | 25  | 21  | 30  | 142    | 102    | 1.3921   |
| 9    | UNAM        | 11  | 25  | 24  | 22  | 35  | 22  | 139    | 102    | 1.3627   |
| 10   | Chiapas     | 25  | 23  | 28  | 20  | 29  | 12  | 137    | 102    | 1.3431   |
| 11   | Querétaro   | 26  | 21  | 21  | 27  | 22  | 19  | 135    | 102    | 1.3235   |
| 12   | Guadalajara | 12  | 21  | 16  | 26  | 21  | 28  | 124    | 102    | 1.2178   |
| 13   | Tijuana     | 21  | 24  | 21  | 24  | 16  | 17  | 123    | 102    | 1.2058   |
| 14   | Atlas       | 12  | 21  | 31  | 28  | 17  | 14  | 123    | 102    | 1.2058   |
| 15   | Morelia     | 27  | 21  | 10  | 13  | 23  | 28  | 122    | 102    | 1.1961   |
| 16   | Puebla      | 19  | 18  | 16  | 20  | 27  | 22  | 122    | 102    | 1.1961   |
| 17   | Veracruz    | 20  | 16  | 15  | 28  | 27  | 14  | 120    | 102    | 1.1764   |
| 18   | Dorados     | -   | -   | -   | -   | 15  | 14  | 29     | 34     | 0.8529   |

     Descendido al Ascenso MX.

## Liguilla
|  | Cuartos de final                                               | Cuartos de final                                               | Cuartos de final                                               | Cuartos de final                                               | Cuartos de final                                               |   |   | Semifinales                                                    | Semifinales                                                    | Semifinales                                                    | Semifinales                                                    | Semifinales                                                    |  |   | Final                                                | Final                                                | Final                                                | Final                                                | Final                                                |  |
|  | 11 y 12 de mayo de 2016 (ida) 14 y 15 de mayo de 2016 (vuelta) | 11 y 12 de mayo de 2016 (ida) 14 y 15 de mayo de 2016 (vuelta) | 11 y 12 de mayo de 2016 (ida) 14 y 15 de mayo de 2016 (vuelta) | 11 y 12 de mayo de 2016 (ida) 14 y 15 de mayo de 2016 (vuelta) | 11 y 12 de mayo de 2016 (ida) 14 y 15 de mayo de 2016 (vuelta) |   |   | 18 y 19 de mayo de 2016 (ida) 21 y 22 de mayo de 2016 (vuelta) | 18 y 19 de mayo de 2016 (ida) 21 y 22 de mayo de 2016 (vuelta) | 18 y 19 de mayo de 2016 (ida) 21 y 22 de mayo de 2016 (vuelta) | 18 y 19 de mayo de 2016 (ida) 21 y 22 de mayo de 2016 (vuelta) | 18 y 19 de mayo de 2016 (ida) 21 y 22 de mayo de 2016 (vuelta) |  |   | 26 de mayo de 2016 (ida) 29 de mayo de 2016 (vuelta) | 26 de mayo de 2016 (ida) 29 de mayo de 2016 (vuelta) | 26 de mayo de 2016 (ida) 29 de mayo de 2016 (vuelta) | 26 de mayo de 2016 (ida) 29 de mayo de 2016 (vuelta) | 26 de mayo de 2016 (ida) 29 de mayo de 2016 (vuelta) |  |
|  |                                                                |                                                                |                                                                |                                                                |                                                                |   |   |                                                                |                                                                |                                                                |                                                                |                                                                |  |   |                                                      |                                                      |                                                      |                                                      |                                                      |  |
|  |                                                                |                                                                |                                                                |                                                                |                                                                |   |   |                                                                |                                                                |                                                                |                                                                |                                                                |  |   |                                                      |                                                      |                                                      |                                                      |                                                      |  |
|  | 1                                                              | Monterrey                                                      | 3                                                              | 1                                                              | 4                                                              |   |   |                                                                |                                                                |                                                                |                                                                |                                                                |  |   |                                                      |                                                      |                                                      |                                                      |                                                      |  |
|  | 1                                                              | Monterrey                                                      | 3                                                              | 1                                                              | 4                                                              |   |   |                                                                |                                                                |                                                                |                                                                |                                                                |  |   |                                                      |                                                      |                                                      |                                                      |                                                      |  |
|  | 8                                                              | Tigres                                                         | 1                                                              | 2                                                              | 3                                                              |   |   |                                                                |                                                                |                                                                |                                                                |                                                                |  |   |                                                      |                                                      |                                                      |                                                      |                                                      |  |
|  | 8                                                              | Tigres                                                         | 1                                                              | 2                                                              | 3                                                              |   | 1 | Monterrey                                                      | 0                                                              | 4                                                              | 4                                                              |                                                                |  |   |                                                      |                                                      |                                                      |                                                      |                                                      |  |
|  |                                                                |                                                                |                                                                |                                                                |                                                                |   | 1 | Monterrey                                                      | 0                                                              | 4                                                              | 4                                                              |                                                                |  |   |                                                      |                                                      |                                                      |                                                      |                                                      |  |
|  |                                                                |                                                                | 4                                                              | América                                                        | 1                                                              | 2 | 3 |                                                                |                                                                |                                                                |                                                                |                                                                |  |   |                                                      |                                                      |                                                      |                                                      |                                                      |  |
|  | 4                                                              | América                                                        | 4                                                              | América                                                        | 1                                                              | 2 | 3 | 0                                                              | 2                                                              | 2                                                              |                                                                |                                                                |  |   |                                                      |                                                      |                                                      |                                                      |                                                      |  |
|  | 4                                                              | América                                                        |                                                                |                                                                |                                                                |   |   |                                                                |                                                                | 2                                                              |                                                                |                                                                |  |   |                                                      |                                                      |                                                      |                                                      |                                                      |  |
|  | 5                                                              | Guadalajara                                                    | 0                                                              | 1                                                              | 1                                                              |   |   |                                                                |                                                                |                                                                |                                                                |                                                                |  |   |                                                      |                                                      |                                                      |                                                      |                                                      |  |
|  | 5                                                              | Guadalajara                                                    | 0                                                              | 1                                                              | 1                                                              |   |   |                                                                |                                                                |                                                                |                                                                |                                                                |  | 1 | Monterrey                                            | 0                                                    | 1                                                    | 1                                                    |                                                      |  |
|  |                                                                |                                                                |                                                                |                                                                |                                                                |   |   |                                                                |                                                                |                                                                |                                                                |                                                                |  | 1 | Monterrey                                            | 0                                                    | 1                                                    | 1                                                    |                                                      |  |
|  |                                                                |                                                                | 2                                                              | Pachuca                                                        | 1                                                              | 1 | 2 |                                                                |                                                                |                                                                |                                                                |                                                                |  |   |                                                      |                                                      |                                                      |                                                      |                                                      |  |
|  | 2                                                              | Pachuca                                                        | 2                                                              | Pachuca                                                        | 1                                                              | 1 | 2 | 1                                                              | 3                                                              | 4                                                              |                                                                |                                                                |  |   |                                                      |                                                      |                                                      |                                                      |                                                      |  |
|  | 2                                                              | Pachuca                                                        |                                                                |                                                                |                                                                |   |   |                                                                |                                                                | 4                                                              |                                                                |                                                                |  |   |                                                      |                                                      |                                                      |                                                      |                                                      |  |
|  | 7                                                              | Santos                                                         | 1                                                              | 2                                                              | 3                                                              |   |   |                                                                |                                                                |                                                                |                                                                |                                                                |  |   |                                                      |                                                      |                                                      |                                                      |                                                      |  |
|  | 7                                                              | Santos                                                         | 1                                                              | 2                                                              | 3                                                              |   | 2 | Pachuca                                                        | 1                                                              | 2                                                              | 3                                                              |                                                                |  |   |                                                      |                                                      |                                                      |                                                      |                                                      |  |
|  |                                                                |                                                                |                                                                |                                                                |                                                                |   | 2 | Pachuca                                                        | 1                                                              | 2                                                              | 3                                                              |                                                                |  |   |                                                      |                                                      |                                                      |                                                      |                                                      |  |
|  |                                                                |                                                                | 3                                                              | León                                                           | 1                                                              | 1 | 2 |                                                                |                                                                |                                                                |                                                                |                                                                |  |   |                                                      |                                                      |                                                      |                                                      |                                                      |  |
|  | 3                                                              | León                                                           | 3                                                              | León                                                           | 1                                                              | 1 | 2 | 1                                                              | 4                                                              | 5                                                              |                                                                |                                                                |  |   |                                                      |                                                      |                                                      |                                                      |                                                      |  |
|  | 3                                                              | León                                                           |                                                                |                                                                |                                                                |   |   |                                                                |                                                                | 5                                                              |                                                                |                                                                |  |   |                                                      |                                                      |                                                      |                                                      |                                                      |  |
|  | 6                                                              | Morelia                                                        | 1                                                              | 1                                                              | 2                                                              |   |   |                                                                |                                                                |                                                                |                                                                |                                                                |  |   |                                                      |                                                      |                                                      |                                                      |                                                      |  |
|  | 6                                                              | Morelia                                                        | 1                                                              | 1                                                              | 2                                                              |   |   |                                                                |                                                                |                                                                |                                                                |                                                                |  |   |                                                      |                                                      |                                                      |                                                      |                                                      |  |
|  |                                                                |                                                                |                                                                |                                                                |                                                                |   |   |                                                                |                                                                |                                                                |                                                                |                                                                |  |   |                                                      |                                                      |                                                      |                                                      |                                                      |  |

- Campeón y subcampeón clasifican a la Liga de Campeones de la Concacaf 2016-17.

### Cuartos de final

#### Monterrey-Tigres
| 11 de mayo de 2016, 19:00 | Tigres    | 1:3 (1:2) | Monterrey                           | Estadio Universitario, San Nicolás                                 |                                                                    |
|                           | Sóbis 19' | Reporte   | Sánchez 16' · Pabón 38' · Funes 84' | Asistencia: 41 562 espectadores Árbitro(s): Luis Enrique Santander | Asistencia: 41 562 espectadores Árbitro(s): Luis Enrique Santander |

| 14 de mayo de 2016, 19:00                                 | Monterrey  | 1:2 (0:2) | Tigres                 | Estadio BBVA Bancomer, Monterrey                             |                                                              |
|                                                           | Montes 70' | Reporte   | Dueñas 11' · Sóbis 27' | Asistencia: 50 302 espectadores Árbitro(s): Francisco Chacón | Asistencia: 50 302 espectadores Árbitro(s): Francisco Chacón |
| Monterrey avanza a Semifinales por marcador global de 4:3 |            |           |                        |                                                              |                                                              |

#### América-Guadalajara
| 12 de mayo de 2016, 21:00 | Guadalajara | 0:0     | América | Estadio Chivas, Guadalajara                                    |                                                                |
|                           |             | Reporte |         | Asistencia: 42 311 espectadores Árbitro(s): César Arturo Ramos | Asistencia: 42 311 espectadores Árbitro(s): César Arturo Ramos |

| 15 de mayo de 2016, 18:00                               | América                           | 2:1 (1:1) | Guadalajara | Estadio Azteca, Ciudad de México                                  |                                                                   |
|                                                         | Martínez 27' (pen.) · Peralta 64' | Reporte   | Pineda 9'   | Asistencia: 65 075 espectadores Árbitro(s): Roberto García Orozco | Asistencia: 65 075 espectadores Árbitro(s): Roberto García Orozco |
| América avanza a Semifinales por marcador global de 2:1 |                                   |           |             |                                                                   |                                                                   |

#### Pachuca-Santos
| 12 de mayo de 2016, 19:00 | Santos       | 1:1 (0:1) | Pachuca  | Estadio Corona, Torreón                                         |                                                                 |
|                           | González 66' | Reporte   | Jara 42' | Asistencia: 20 357 espectadores Árbitro(s): Marco Antonio Ortíz | Asistencia: 20 357 espectadores Árbitro(s): Marco Antonio Ortíz |

| 15 de mayo de 2016, 20:06                               | Pachuca                          | 3:2 (1:1) | Santos                      | Estadio Hidalgo, Pachuca                                      |                                                               |
|                                                         | Urretaviscaya 10' 57' · Jara 81' | Reporte   | Rentería 15' · González 85' | Asistencia: 26 577 espectadores Árbitro(s): Jorge Isaac Rojas | Asistencia: 26 577 espectadores Árbitro(s): Jorge Isaac Rojas |
| Pachuca avanza a Semifinales por marcador global de 4:3 |                                  |           |                             |                                                               |                                                               |

#### León-Morelia
| 11 de mayo de 2016, 21:00 | Morelia       | 1:1 (0:0) | León       | Estadio Morelos, Morelia                                       |                                                                |
|                           | Pellerano 61' | Reporte   | Montes 50' | Asistencia: 20 820 espectadores Árbitro(s): Fernando Hernández | Asistencia: 20 820 espectadores Árbitro(s): Fernando Hernández |

| 14 de mayo de 2016, 21:06                            | León                                         | 4:1 (1:0) | Morelia    | Estadio León, León                                            |                                                               |
|                                                      | Montes 33' 85' · Boselli 46' · Hernández 61' | Reporte   | Millar 89' | Asistencia: 17 450 espectadores Árbitro(s): Fernando Guerrero | Asistencia: 17 450 espectadores Árbitro(s): Fernando Guerrero |
| León avanza a Semifinales por marcador global de 5:2 |                                              |           |            |                                                               |                                                               |

### Semifinales

#### Monterrey-América
| 18 de mayo de 2016, 20:30 | América      | 1:0 (0:0) | Monterrey | Estadio Azteca, Ciudad de México                              |                                                               |
|                           | Martínez 47' | Reporte   |           | Asistencia: 61 547 espectadores Árbitro(s): Fernando Guerrero | Asistencia: 61 547 espectadores Árbitro(s): Fernando Guerrero |

| 21 de mayo de 2016, 20:30                              | Monterrey                                        | 4:2 (1:0) | América        | Estadio BBVA Bancomer, Monterrey                                  |                                                                   |
|                                                        | Cardona 27' 87' (pen.) · Funes 48' · Sánchez 77' | Reporte   | Arroyo 63' 81' | Asistencia: 52 867 espectadores Árbitro(s): Roberto García Orozco | Asistencia: 52 867 espectadores Árbitro(s): Roberto García Orozco |
| Monterrey avanza a la Final por marcador global de 4:3 |                                                  |           |                |                                                                   |                                                                   |

#### Pachuca-León
| 19 de mayo de 2016, 20:06 | León      | 1:1 (1:1) | Pachuca    | Estadio León, León                                                 |                                                                    |
|                           | Rocha 23' | Reporte   | Lozano 12' | Asistencia: 18 895 espectadores Árbitro(s): Luis Enrique Santander | Asistencia: 18 895 espectadores Árbitro(s): Luis Enrique Santander |

| 22 de mayo de 2016, 20:06                            | Pachuca                             | 2:1 (1:0) | León          | Estadio Hidalgo, Pachuca                                      |                                                               |
|                                                      | Novaretti 22' (a.g.) · Lozano 90+3' | Reporte   | Hernández 60' | Asistencia: 27 512 espectadores Árbitro(s): Jorge Isaac Rojas | Asistencia: 27 512 espectadores Árbitro(s): Jorge Isaac Rojas |
| Pachuca avanza a la Final por marcador global de 3:2 |                                     |           |               |                                                               |                                                               |

### Final

#### Monterrey-Pachuca
| 26 de mayo de 2016, 20:06 | Pachuca  | 1:0 (0:0) | Monterrey | Estadio Hidalgo, Pachuca           |                                    |
|                           | Jara 60' | Reporte   |           | Árbitro(s): Luis Enrique Santander | Árbitro(s): Luis Enrique Santander |

| 29 de mayo de 2016, 20:36                            | Monterrey | 1:1 (1:0) | Pachuca      | Estadio BBVA Bancomer, Monterrey                              |                                                               |
|                                                      | Pabón 39' | Reporte   | Guzmán 90+3' | Asistencia: 50 302 espectadores Árbitro(s): Fernando Guerrero | Asistencia: 50 302 espectadores Árbitro(s): Fernando Guerrero |
| Pachuca Campeón del Torneo Clausura 2016, Global 1:2 |           |           |              |                                                               |                                                               |

#### Final - Ida
| 21    | POR   | Óscar Pérez            |     |
| 33    | DEF   | Stefan Medina          |     |
| 30    | DEF   | Omar González          |     |
| 23    | DEF   | Óscar Murillo          | 46' |
| 12    | DEF   | Emmanuel García        |     |
| 16    | MED   | Jorge Hernández        |     |
| 15    | MED   | Erick Gutiérrez        | 81' |
| 10    | MED   | Jonathan Urretaviscaya |     |
| 7     | MED   | Rodolfo Pizarro        | 89' |
| 8     | MED   | Hirving Lozano         |     |
| 29    | DEL   | Franco Jara            |     |
| D. T. | D. T. | Diego Alonso           |     |

| 1     | POR   | Jonathan Orozco    |     |
| 21    | DEF   | Hiram Mier         | 64' |
| 286   | DEF   | César Montes       |     |
| 30    | DEF   | José María Basanta |     |
| 33    | DEF   | Walter Ayoví       |     |
| 5     | MED   | Walter Gargano     |     |
| 18    | MED   | Neri Cardozo       |     |
| 6     | MED   | Efraín Juárez      |     |
| 10    | MED   | Edwin Cardona      |     |
| 7     | DEL   | Rogelio Funes Mori | 74' |
| 8     | DEL   | Dorlan Pabón       | 90' |
| D. T. | D. T. | Antonio Mohamed    |     |

| 3 | Defensa        | Aquivaldo Mosquera | 46' |
| 5 | Centrocampista | Víctor Guzmán      | 81' |
| 9 | Delantero      | Ariel Nahuelpan    | 89' |

| 16 | Centrocampista | Cándido Ramírez | 64' |
| 9  | Delantero      | Aldo de Nigris  | 74' |
| 11 | Delantero      | Pablo Barrera   | 90' |

| 60' | Franco Jara | 1:0 |

| 41' · 90+1' | Neri Cardozo Efraín Juárez |

| Principal  | Luis Enrique Santander  |
| Asistentes | Marvin César Torrentera |
|            | Juan Joel Rangel        |
| Cuarto     | Marco Antonio Ortiz     |

|                    |     |     |
| Tiros              | 8   | 0   |
| Tiros a puerta     | 5   | 0   |
| Faltas             | 9   | 6   |
| Saques de esquina  | 8   | 1   |
| Penaltis           | 0   | 0   |
| Fueras de juego    | 2   | 0   |
| Posesión del balón | 54% | 46% |

| Alineación inicial |

| 21    | POR   | Óscar Pérez            |     |
| 33    | DEF   | Stefan Medina          |     |
| 30    | DEF   | Omar González          |     |
| 23    | DEF   | Óscar Murillo          | 46' |
| 12    | DEF   | Emmanuel García        |     |
| 16    | MED   | Jorge Hernández        |     |
| 15    | MED   | Erick Gutiérrez        | 81' |
| 10    | MED   | Jonathan Urretaviscaya |     |
| 7     | MED   | Rodolfo Pizarro        | 89' |
| 8     | MED   | Hirving Lozano         |     |
| 29    | DEL   | Franco Jara            |     |
| D. T. | D. T. | Diego Alonso           |     |

| 1     | POR   | Jonathan Orozco    |     |
| 21    | DEF   | Hiram Mier         | 64' |
| 286   | DEF   | César Montes       |     |
| 30    | DEF   | José María Basanta |     |
| 33    | DEF   | Walter Ayoví       |     |
| 5     | MED   | Walter Gargano     |     |
| 18    | MED   | Neri Cardozo       |     |
| 6     | MED   | Efraín Juárez      |     |
| 10    | MED   | Edwin Cardona      |     |
| 7     | DEL   | Rogelio Funes Mori | 74' |
| 8     | DEL   | Dorlan Pabón       | 90' |
| D. T. | D. T. | Antonio Mohamed    |     |

| 3 | Defensa        | Aquivaldo Mosquera | 46' |
| 5 | Centrocampista | Víctor Guzmán      | 81' |
| 9 | Delantero      | Ariel Nahuelpan    | 89' |

| 16 | Centrocampista | Cándido Ramírez | 64' |
| 9  | Delantero      | Aldo de Nigris  | 74' |
| 11 | Delantero      | Pablo Barrera   | 90' |

| 60' | Franco Jara | 1:0 |

| 41' · 90+1' | Neri Cardozo Efraín Juárez |

| Principal  | Luis Enrique Santander  |
| Asistentes | Marvin César Torrentera |
|            | Juan Joel Rangel        |
| Cuarto     | Marco Antonio Ortiz     |

|                    |     |     |
| Tiros              | 8   | 0   |
| Tiros a puerta     | 5   | 0   |
| Faltas             | 9   | 6   |
| Saques de esquina  | 8   | 1   |
| Penaltis           | 0   | 0   |
| Fueras de juego    | 2   | 0   |
| Posesión del balón | 54% | 46% |

| Alineación inicial |

| 21    | POR   | Óscar Pérez            |     |
| 33    | DEF   | Stefan Medina          |     |
| 30    | DEF   | Omar González          |     |
| 23    | DEF   | Óscar Murillo          | 46' |
| 12    | DEF   | Emmanuel García        |     |
| 16    | MED   | Jorge Hernández        |     |
| 15    | MED   | Erick Gutiérrez        | 81' |
| 10    | MED   | Jonathan Urretaviscaya |     |
| 7     | MED   | Rodolfo Pizarro        | 89' |
| 8     | MED   | Hirving Lozano         |     |
| 29    | DEL   | Franco Jara            |     |
| D. T. | D. T. | Diego Alonso           |     |

| 1     | POR   | Jonathan Orozco    |     |
| 21    | DEF   | Hiram Mier         | 64' |
| 286   | DEF   | César Montes       |     |
| 30    | DEF   | José María Basanta |     |
| 33    | DEF   | Walter Ayoví       |     |
| 5     | MED   | Walter Gargano     |     |
| 18    | MED   | Neri Cardozo       |     |
| 6     | MED   | Efraín Juárez      |     |
| 10    | MED   | Edwin Cardona      |     |
| 7     | DEL   | Rogelio Funes Mori | 74' |
| 8     | DEL   | Dorlan Pabón       | 90' |
| D. T. | D. T. | Antonio Mohamed    |     |

| 3 | Defensa        | Aquivaldo Mosquera | 46' |
| 5 | Centrocampista | Víctor Guzmán      | 81' |
| 9 | Delantero      | Ariel Nahuelpan    | 89' |

| 16 | Centrocampista | Cándido Ramírez | 64' |
| 9  | Delantero      | Aldo de Nigris  | 74' |
| 11 | Delantero      | Pablo Barrera   | 90' |

| 60' | Franco Jara | 1:0 |

| 41' · 90+1' | Neri Cardozo Efraín Juárez |

| Principal  | Luis Enrique Santander  |
| Asistentes | Marvin César Torrentera |
|            | Juan Joel Rangel        |
| Cuarto     | Marco Antonio Ortiz     |

|                    |     |     |
| Tiros              | 8   | 0   |
| Tiros a puerta     | 5   | 0   |
| Faltas             | 9   | 6   |
| Saques de esquina  | 8   | 1   |
| Penaltis           | 0   | 0   |
| Fueras de juego    | 2   | 0   |
| Posesión del balón | 54% | 46% |

| Alineación inicial |

| 21    | POR   | Óscar Pérez            |     |
| 33    | DEF   | Stefan Medina          |     |
| 30    | DEF   | Omar González          |     |
| 23    | DEF   | Óscar Murillo          | 46' |
| 12    | DEF   | Emmanuel García        |     |
| 16    | MED   | Jorge Hernández        |     |
| 15    | MED   | Erick Gutiérrez        | 81' |
| 10    | MED   | Jonathan Urretaviscaya |     |
| 7     | MED   | Rodolfo Pizarro        | 89' |
| 8     | MED   | Hirving Lozano         |     |
| 29    | DEL   | Franco Jara            |     |
| D. T. | D. T. | Diego Alonso           |     |

| 1     | POR   | Jonathan Orozco    |     |
| 21    | DEF   | Hiram Mier         | 64' |
| 286   | DEF   | César Montes       |     |
| 30    | DEF   | José María Basanta |     |
| 33    | DEF   | Walter Ayoví       |     |
| 5     | MED   | Walter Gargano     |     |
| 18    | MED   | Neri Cardozo       |     |
| 6     | MED   | Efraín Juárez      |     |
| 10    | MED   | Edwin Cardona      |     |
| 7     | DEL   | Rogelio Funes Mori | 74' |
| 8     | DEL   | Dorlan Pabón       | 90' |
| D. T. | D. T. | Antonio Mohamed    |     |

| 3 | Defensa        | Aquivaldo Mosquera | 46' |
| 5 | Centrocampista | Víctor Guzmán      | 81' |
| 9 | Delantero      | Ariel Nahuelpan    | 89' |

| 16 | Centrocampista | Cándido Ramírez | 64' |
| 9  | Delantero      | Aldo de Nigris  | 74' |
| 11 | Delantero      | Pablo Barrera   | 90' |

| 60' | Franco Jara | 1:0 |

| 41' · 90+1' | Neri Cardozo Efraín Juárez |

| Principal  | Luis Enrique Santander  |
| Asistentes | Marvin César Torrentera |
|            | Juan Joel Rangel        |
| Cuarto     | Marco Antonio Ortiz     |

|                    |     |     |
| Tiros              | 8   | 0   |
| Tiros a puerta     | 5   | 0   |
| Faltas             | 9   | 6   |
| Saques de esquina  | 8   | 1   |
| Penaltis           | 0   | 0   |
| Fueras de juego    | 2   | 0   |
| Posesión del balón | 54% | 46% |

| Alineación inicial |

#### Final - Vuelta
| 1     | POR   | Jonathan Orozco    |     |
| 6     | DEF   | Efraín Juárez      |     |
| 286   | DEF   | César Montes       |     |
| 30    | DEF   | José María Basanta |     |
| 15    | DEF   | Edgar Castillo     |     |
| 18    | MED   | Neri Cardozo       | 83' |
| 5     | MED   | Walter Gargano     |     |
| 33    | MED   | Walter Ayoví       |     |
| 8     | DEL   | Dorlan Pabón       |     |
| 7     | DEL   | Rogelio Funes Mori |     |
| 10    | DEL   | Edwin Cardona      |     |
| D. T. | D. T. | Antonio Mohamed    |     |

| 21    | POR   | Óscar Pérez            |       |
| 33    | DEF   | Stefan Medina          |       |
| 3     | DEF   | Aquivaldo Mosquera     |       |
| 30    | DEF   | Omar González          |       |
| 12    | DEF   | Emmanuel García        |       |
| 16    | MED   | Jorge Hernández        |       |
| 15    | MED   | Erick Gutiérrez        | 65'   |
| 10    | MED   | Jonathan Urretaviscaya | 77'   |
| 7     | MED   | Rodolfo Pizarro        |       |
| 8     | MED   | Hirving Lozano         |       |
| 11    | DEL   | Franco Jara            | 90+5' |
| D. T. | D. T. | Diego Alonso           |       |

| 9 | Delantero | Aldo de Nigris | 83' |

| 5  | Centrocampista | Víctor Guzmán   | 65'   |
| 18 | Centrocampista | José Martínez   | 77'   |
| 9  | Delantero      | Ariel Nahuelpán | 90+5' |

| 39' | Dorlan Pabón | 1:0 |

| 90+3' | Víctor Guzmán | 1:1 |

| 13' · 88' | Dorlan Pabón Aldo de Nigris |

| 5' · 60' | Rodolfo Pizarro Franco Jara |

| 74' | Aquivaldo Mosquera |

| Principal  | Fernando Guerrero |
| Asistentes | Marcos Quintero   |
|            | Mario Jesús López |
| Cuarto     | Jorge Isaac Rojas |

|                    |     |     |
| Tiros              | 22  | 5   |
| Tiros a puerta     | 11  | 2   |
| Faltas             | 16  | 12  |
| Saques de esquina  | 5   | 5   |
| Penaltis           | 1   | 0   |
| Fueras de juego    | 4   | 2   |
| Posesión del balón | 50% | 50% |

| Alineación inicial |

| 1     | POR   | Jonathan Orozco    |     |
| 6     | DEF   | Efraín Juárez      |     |
| 286   | DEF   | César Montes       |     |
| 30    | DEF   | José María Basanta |     |
| 15    | DEF   | Edgar Castillo     |     |
| 18    | MED   | Neri Cardozo       | 83' |
| 5     | MED   | Walter Gargano     |     |
| 33    | MED   | Walter Ayoví       |     |
| 8     | DEL   | Dorlan Pabón       |     |
| 7     | DEL   | Rogelio Funes Mori |     |
| 10    | DEL   | Edwin Cardona      |     |
| D. T. | D. T. | Antonio Mohamed    |     |

| 21    | POR   | Óscar Pérez            |       |
| 33    | DEF   | Stefan Medina          |       |
| 3     | DEF   | Aquivaldo Mosquera     |       |
| 30    | DEF   | Omar González          |       |
| 12    | DEF   | Emmanuel García        |       |
| 16    | MED   | Jorge Hernández        |       |
| 15    | MED   | Erick Gutiérrez        | 65'   |
| 10    | MED   | Jonathan Urretaviscaya | 77'   |
| 7     | MED   | Rodolfo Pizarro        |       |
| 8     | MED   | Hirving Lozano         |       |
| 11    | DEL   | Franco Jara            | 90+5' |
| D. T. | D. T. | Diego Alonso           |       |

| 9 | Delantero | Aldo de Nigris | 83' |

| 5  | Centrocampista | Víctor Guzmán   | 65'   |
| 18 | Centrocampista | José Martínez   | 77'   |
| 9  | Delantero      | Ariel Nahuelpán | 90+5' |

| 39' | Dorlan Pabón | 1:0 |

| 90+3' | Víctor Guzmán | 1:1 |

| 13' · 88' | Dorlan Pabón Aldo de Nigris |

| 5' · 60' | Rodolfo Pizarro Franco Jara |

| 74' | Aquivaldo Mosquera |

| Principal  | Fernando Guerrero |
| Asistentes | Marcos Quintero   |
|            | Mario Jesús López |
| Cuarto     | Jorge Isaac Rojas |

|                    |     |     |
| Tiros              | 22  | 5   |
| Tiros a puerta     | 11  | 2   |
| Faltas             | 16  | 12  |
| Saques de esquina  | 5   | 5   |
| Penaltis           | 1   | 0   |
| Fueras de juego    | 4   | 2   |
| Posesión del balón | 50% | 50% |

| Alineación inicial |

| 1     | POR   | Jonathan Orozco    |     |
| 6     | DEF   | Efraín Juárez      |     |
| 286   | DEF   | César Montes       |     |
| 30    | DEF   | José María Basanta |     |
| 15    | DEF   | Edgar Castillo     |     |
| 18    | MED   | Neri Cardozo       | 83' |
| 5     | MED   | Walter Gargano     |     |
| 33    | MED   | Walter Ayoví       |     |
| 8     | DEL   | Dorlan Pabón       |     |
| 7     | DEL   | Rogelio Funes Mori |     |
| 10    | DEL   | Edwin Cardona      |     |
| D. T. | D. T. | Antonio Mohamed    |     |

| 21    | POR   | Óscar Pérez            |       |
| 33    | DEF   | Stefan Medina          |       |
| 3     | DEF   | Aquivaldo Mosquera     |       |
| 30    | DEF   | Omar González          |       |
| 12    | DEF   | Emmanuel García        |       |
| 16    | MED   | Jorge Hernández        |       |
| 15    | MED   | Erick Gutiérrez        | 65'   |
| 10    | MED   | Jonathan Urretaviscaya | 77'   |
| 7     | MED   | Rodolfo Pizarro        |       |
| 8     | MED   | Hirving Lozano         |       |
| 11    | DEL   | Franco Jara            | 90+5' |
| D. T. | D. T. | Diego Alonso           |       |

| 9 | Delantero | Aldo de Nigris | 83' |

| 5  | Centrocampista | Víctor Guzmán   | 65'   |
| 18 | Centrocampista | José Martínez   | 77'   |
| 9  | Delantero      | Ariel Nahuelpán | 90+5' |

| 39' | Dorlan Pabón | 1:0 |

| 90+3' | Víctor Guzmán | 1:1 |

| 13' · 88' | Dorlan Pabón Aldo de Nigris |

| 5' · 60' | Rodolfo Pizarro Franco Jara |

| 74' | Aquivaldo Mosquera |

| Principal  | Fernando Guerrero |
| Asistentes | Marcos Quintero   |
|            | Mario Jesús López |
| Cuarto     | Jorge Isaac Rojas |

|                    |     |     |
| Tiros              | 22  | 5   |
| Tiros a puerta     | 11  | 2   |
| Faltas             | 16  | 12  |
| Saques de esquina  | 5   | 5   |
| Penaltis           | 1   | 0   |
| Fueras de juego    | 4   | 2   |
| Posesión del balón | 50% | 50% |

| Alineación inicial |

| 1     | POR   | Jonathan Orozco    |     |
| 6     | DEF   | Efraín Juárez      |     |
| 286   | DEF   | César Montes       |     |
| 30    | DEF   | José María Basanta |     |
| 15    | DEF   | Edgar Castillo     |     |
| 18    | MED   | Neri Cardozo       | 83' |
| 5     | MED   | Walter Gargano     |     |
| 33    | MED   | Walter Ayoví       |     |
| 8     | DEL   | Dorlan Pabón       |     |
| 7     | DEL   | Rogelio Funes Mori |     |
| 10    | DEL   | Edwin Cardona      |     |
| D. T. | D. T. | Antonio Mohamed    |     |

| 21    | POR   | Óscar Pérez            |       |
| 33    | DEF   | Stefan Medina          |       |
| 3     | DEF   | Aquivaldo Mosquera     |       |
| 30    | DEF   | Omar González          |       |
| 12    | DEF   | Emmanuel García        |       |
| 16    | MED   | Jorge Hernández        |       |
| 15    | MED   | Erick Gutiérrez        | 65'   |
| 10    | MED   | Jonathan Urretaviscaya | 77'   |
| 7     | MED   | Rodolfo Pizarro        |       |
| 8     | MED   | Hirving Lozano         |       |
| 11    | DEL   | Franco Jara            | 90+5' |
| D. T. | D. T. | Diego Alonso           |       |

| 9 | Delantero | Aldo de Nigris | 83' |

| 5  | Centrocampista | Víctor Guzmán   | 65'   |
| 18 | Centrocampista | José Martínez   | 77'   |
| 9  | Delantero      | Ariel Nahuelpán | 90+5' |

| 39' | Dorlan Pabón | 1:0 |

| 90+3' | Víctor Guzmán | 1:1 |

| 13' · 88' | Dorlan Pabón Aldo de Nigris |

| 5' · 60' | Rodolfo Pizarro Franco Jara |

| 74' | Aquivaldo Mosquera |

| Principal  | Fernando Guerrero |
| Asistentes | Marcos Quintero   |
|            | Mario Jesús López |
| Cuarto     | Jorge Isaac Rojas |

|                    |     |     |
| Tiros              | 22  | 5   |
| Tiros a puerta     | 11  | 2   |
| Faltas             | 16  | 12  |
| Saques de esquina  | 5   | 5   |
| Penaltis           | 1   | 0   |
| Fueras de juego    | 4   | 2   |
| Posesión del balón | 50% | 50% |

| Alineación inicial |

| Campeón Clausura 2016 |
| --------------------- |
|                       |
| Pachuca               |
| 6.º Título            |

## Estadísticas

### Máximos goleadores
Lista con los máximos goleadores del Liga Bancomer MX, * Datos según la página oficial de la competición (enlace roto disponible en Internet Archive; véase el historial, la primera versión y la última)..
| Pos. | Posición | Jugador             | Equipo      | Goles | Penal | Minutos |
| ---- | -------- | ------------------- | ----------- | ----- | ----- | ------- |
| 1.º  | DEL      | André-Pierre Gignac | Tigres      | 13    | 0     | 1426    |
| 2.º  | DEL      | Mauro Boselli       | León        | 9     | 1     | 1028    |
| 2.º  | DEL      | Jorge Benítez       | Cruz Azul   | 9     | 0     | 1114    |
| 2.º  | DEL      | Oribe Peralta       | América     | 9     | 1     | 1346    |
| 5.º  | DEL      | Dayro Moreno        | Tijuana     | 8     | 1     | 1462    |
| 5.º  | DEL      | Silvio Romero       | Chiapas     | 8     | 1     | 1482    |
| 7.º  | DEL      | Rogelio Funes Mori  | Monterrey   | 7     | 1     | 1059    |
| 7.º  | MED      | Carlos Peña         | Guadalajara | 7     | 2     | 1091    |
| 7.º  | DEL      | Dorlan Pabón        | Monterrey   | 7     | 2     | 1351    |
| 7.º  | MED      | Carlos Sánchez      | Monterrey   | 7     | 1     | 1394    |

### Máximos goleadores (Liguilla)
| Pos. | Posición | Jugador            | Equipo    | Goles | Penal | Partidos |
| ---- | -------- | ------------------ | --------- | ----- | ----- | -------- |
| 1.º  | MED      | Luis Montes        | León      | 3     | 0     | 4        |
| 1.º  | DEL      | Franco Jara        | Pachuca   | 3     | 0     | 6        |
| 2.º  | MED      | Diego González     | Santos    | 2     | 0     | 2        |
| 2.º  | DEL      | Rafael Sóbis       | Tigres    | 2     | 0     | 2        |
| 2.º  | MED      | Elías Hernández    | León      | 2     | 0     | 4        |
| 2.º  | MED      | Carlos Sánchez     | Monterrey | 2     | 0     | 4        |
| 2.º  | MED      | Michael Arroyo     | América   | 2     | 0     | 4        |
| 2.º  | MED      | Osvaldo Martínez   | América   | 2     | 1     | 4        |
| 2.º  | MED      | Edwin Cardona      | Monterrey | 2     | 1     | 6        |
| 2.º  | DEL      | Hirving Lozano     | Pachuca   | 2     | 0     | 6        |
| 2.º  | DEL      | Rogelio Funes Mori | Monterrey | 2     | 0     | 6        |
| 2.º  | DEL      | Urretaviscaya      | Pachuca   | 2     | 0     | 6        |
| 2.º  | DEL      | Dorlan Pabón       | Monterrey | 2     | 0     | 6        |

- En cursiva, jugador aún en competición.

### Hat-Tricks
| Jugador             | Equipo  | Adversario | Resultado | Goles       | Fecha       |
| ------------------- | ------- | ---------- | --------- | ----------- | ----------- |
| André-Pierre Gignac | Tigres  | León       | 3 - 1     | 11' 29' 45' | 30 de enero |
| Hirving Lozano      | Pachuca | Veracruz   | 6 - 0     | 34' 39' 90' | 19 de marzo |
| Mauro Boselli       | León    | Puebla     | 4 - 1     | 53' 64' 91' | 16 de abril |

### Máximos asistentes
Lista con los máximos asistentes de la Liga Bancomer MX, * Datos según la página oficial de la competición. (Fuente complementaria: MisMarcadores.com)
| Posición | Jugador           | Equipo      | Asistencias | Minutos |
| -------- | ----------------- | ----------- | ----------- | ------- |
| 1.º      | Rubens Sambueza   | América     | 7           | 1196    |
| 1.º      | Osvaldo Martínez  | América     | 7           | 1390    |
| 1.º      | Carlos Sánchez    | Monterrey   | 7           | 1394    |
| 4.º      | Rafael Sóbis      | Tigres      | 6           | 1207    |
| 4.º      | Elías Hernández   | León        | 6           | 1332    |
| 4.º      | Dorlan Pabón      | Monterrey   | 6           | 1351    |
| 7.º      | Yerson Candelo    | Querétaro   | 5           | 895     |
| 7.º      | Erick Gutiérrez   | Pachuca     | 5           | 1120    |
| 7.º      | Aldo Leão Ramírez | Cruz Azul   | 5           | 1338    |
| 7.º      | Isaác Brizuela    | Guadalajara | 5           | 1479    |

### Clasificación Juego Limpio
| Lugar                                | Club                                 | Tarjeta amarilla | Segunda tarjeta amarilla y expulsión · Segunda tarjeta amarilla y expulsión | Tarjeta roja directa | Puntos   |
| ------------------------------------ | ------------------------------------ | ---------------- | --------------------------------------------------------------------------- | -------------------- | -------- |
| 1                                    | UNAM                                 | 20               | 0                                                                           | 0                    | 20       |
| 2                                    | Morelia                              | 31               | 0                                                                           | 1                    | 34       |
| 2                                    | León                                 | 34               | 0                                                                           | 0                    | 34       |
| 4                                    | Dorados                              | 35               | 0                                                                           | 2                    | 41       |
| 5                                    | Querétaro                            | 40               | 0                                                                           | 1                    | 43       |
| 5                                    | Toluca                               | 37               | 0                                                                           | 2                    | 43       |
| 7                                    | Tijuana                              | 35               | 0                                                                           | 3                    | 44       |
| 8                                    | Tigres                               | 41               | 0                                                                           | 2                    | 47       |
| 9                                    | Santos                               | 42               | 0                                                                           | 2                    | 48       |
| 9                                    | Guadalajara                          | 36               | 0                                                                           | 4                    | 48       |
| 11                                   | Atlas                                | 43               | 0                                                                           | 2                    | 49       |
| 12                                   | Pachuca                              | 42               | 0                                                                           | 3                    | 51       |
| 12                                   | Veracruz                             | 36               | 0                                                                           | 5                    | 51       |
| 14                                   | América                              | 37               | 0                                                                           | 6                    | 55       |
| 15                                   | Chiapas                              | 39               | 0                                                                           | 6                    | 57       |
| 16                                   | Puebla                               | 38               | 0                                                                           | 7                    | 59       |
| 17                                   | Monterrey                            | 45               | 0                                                                           | 5                    | 60       |
| 18                                   | Cruz Azul                            | 43               | 0                                                                           | 7                    | 64       |
| Primera Tarjeta Amarilla             | Primera Tarjeta Amarilla             | 1 punto          | 1 punto                                                                     | 1 punto              | 1 punto  |
| Segunda Tarjeta Amarilla y Expulsión | Segunda Tarjeta Amarilla y Expulsión | 3 puntos         | 3 puntos                                                                    | 3 puntos             | 3 puntos |
| Tarjeta Roja Directa                 | Tarjeta Roja Directa                 | 3 puntos         | 3 puntos                                                                    | 3 puntos             | 3 puntos |

### Anotaciones

#### Torneo Regular
- Primer gol: Anotado por Emanuel Villa (20'37") en el  Querétaro 1 - 3  Atlas (J-1)
- Último gol: Anotado por Christian Bermúdez (48'54") en el  Puebla 3 - 1  Querétaro (J-17)
- Gol más rápido: Anotado por Hirving Lozano (00'26") en el  Toluca 0 - 1  Pachuca (J-8)
- Gol más tardío: Anotado por Wilson Morelo (90'+6'39") en el  Dorados 3 - 1  Santos (J-11)
- Mayor número de goles en un partido: 7 goles en el  Pachuca 5 - 2  Puebla (J-6),  América 6 - 1  Tijuana (J-13),  Tigres 5 - 2  Dorados (J-14)
- Mayor victoria de local:

 Pachuca 6 - 0  Veracruz (J-11),  Monterrey 6 - 0  Chiapas (J-13)
- Mayor victoria de visita:

 Atlas 0 - 3  América (J-2),  América 1 - 4  Pachuca (J-3),  Puebla 0 - 3  Guadalajara (J-13),  Chiapas 0 - 3  Atlas (J-16),  Cruz Azul 0 - 3  Tigres (J-17)
- Mayor número de goles en una jornada: 34 (J-7)
- Mayor victoria:  Monterrey 6 - 0  Chiapas (J-13),  Pachuca 6 - 0  Veracruz (J-11)
- Total de goles: 431

#### Liguilla
- Primer gol: Anotado por Carlos Sánchez (15'13") en el  Tigres 1 - 3  Monterrey
- Último gol: Anotado por Víctor Guzmán (92'43") en el  Monterrey 1 - 1  Pachuca
- Gol más rápido: Anotado por Orbelín Pineda (8'20") en el  Chivas 1 - 2  América
- Gol más tardío: Anotado por Víctor Guzmán (92'43") en el  Monterrey 1 - 1  Pachuca
- Mayor número de goles en un partido: 6 goles en el  Monterrey 4-2  América
- Total de goles: 39 goles
- Goleador: Luis Montes del  Club León

## Asistencia
Lista con la asistencia del Liga Bancomer MX, * Datos según la página oficial de la competición.
| 1  | 258,156   | 28,684 | 71.99 % | Monterrey vs UNAM(49,170)         | Chiapas vs Dorados (13,556)   |
| 2  | 261,458   | 29,050 | 77.96 % | Atlas vs América (51,032)         | Dorados vs Tijuana (17,333)   |
| 3  | 251,276   | 27,919 | 60.05 % | Monterrey vs Atlas (50,053)       | Chiapas vs Veracruz (11,872)  |
| 4  | 230,072   | 25,563 | 80.42 % | Atlas vs UNAM(43,752)             | Toluca vs Puebla (14,221)     |
| 5  | 259,046   | 28,782 | 59.64 % | Monterrey vs Dorados (50,268)     | León vs Morelia (15,465)      |
| 6  | 221,969   | 24,663 | 79.90 % | Tigres vs Tijuana (41,493)        | Toluca vs Atlas (15,700)      |
| 7  | 313,000   | 34,777 | 75.21 % | América vs Cruz Azul (69,442)     | UNAM vs Santos (18,381)       |
| 8  | 204,576   | 22,730 | 72.65 % | Tigres vs América (41,351)        | Toluca vs Pachuca (12,127)    |
| 9  | 320,677   | 35,630 | 77.76 % | América vs Morelia (67,420)       | Pachuca vs Dorados (20,809)   |
| 10 | 209,695   | 23,299 | 72.81 % | Guadalajara vs América (44,716)   | Toluca vs Dorados (12,180)    |
| 11 | 287,053   | 31,894 | 70.70 % | Monterrey vs Guadalajara (50,302) | Dorados vs Santos (16,333)    |
| 12 | 226,584   | 25,176 | 79.23 % | Tigres vs Atlas (41,230)          | Toluca vs Santos (13,520)     |
| 13 | 255,919   | 28,435 | 62.73 % | Monterrey vs Chiapas (50,302)     | Dorados vs Cruz Azul (17,898) |
| 14 | 222,123   | 24,680 | 76.24 % | Tigres vs Dorados (41,435)        | Toluca vs Veracruz (13,479)   |
| 15 | 247,500   | 27,500 | 61.47 % | Monterrey vs Querétaro (49,570)   | Dorados vs Morelia (15,333)   |
| 16 | 237,670   | 26,408 | 72.40 % | Tigres vs Veracruz (41,381)       | Chiapas vs Atlas (8,716)      |
| 17 | 240,063   | 26,673 | 69.78 % | Monterrey vs Toluca (48,856)      | Dorados vs León (13,333)      |
| F  | 4,246,837 | 27,757 | 71.82 % | América vs Cruz Azul (69,442)     | Chiapas vs Atlas (8,716)      |

## Once ideal del Clausura 2016
El Once Ideal fue designado durante la edición de la Revista de la Liga Bancomer MX, elegido por varios comunicadores y periodistas. Paul Aguilar del Club América hasta el momento es el único que repite en 2 ocasiones, solamente André-Pierre Gignac repitió del 11 ideal del torneo pasado.
| Once Ideal Clausura 2016 | Once Ideal Clausura 2016 | Once Ideal Clausura 2016 | Once Ideal Clausura 2016 | Once Ideal Clausura 2016 | Once Ideal Clausura 2016 | Once Ideal Clausura 2016 | Once Ideal Clausura 2016 | Once Ideal Clausura 2016 | Once Ideal Clausura 2016 | Once Ideal Clausura 2016 | Once Ideal Clausura 2016 |
| ------------------------ | ------------------------ | ------------------------ | ------------------------ | ------------------------ | ------------------------ | ------------------------ | ------------------------ | ------------------------ | ------------------------ | ------------------------ | ------------------------ |

| \| N.º. \| Pos. \| Nac. \| Jugador \| Equipo \| \| ----------------------------------- \| ---- \| ---- \| ------------------- \| ------------------------ \| \| 21 \| POR \| \| Óscar Pérez \| Club de Fútbol Pachuca \| \| 22 \| LTD \| \| Paul Aguilar \| Club América \| \| 286 \| DCT \| \| César Montes \| Club de Fútbol Monterrey \| \| 3 \| DCT \| \| Óscar Murillo \| Club de Fútbol Pachuca \| \| 12 \| LTI \| \| Emmanuel García \| Club de Fútbol Pachuca \| \| 10 \| MED \| \| Osvaldo Martínez \| Club América \| \| 5 \| MED \| \| Walter Gargano \| Club de Fútbol Monterrey \| \| 15 \| MED \| \| Erick Gutiérrez \| Club de Fútbol Pachuca \| \| 13 \| MED \| \| Carlos Sánchez \| Club de Fútbol Monterrey \| \| 8 \| DEL \| \| Hirving Lozano \| Club de Fútbol Pachuca \| \| 10 \| DEL \| \| André-Pierre Gignac \| Tigres de la UANL \| \| DT \| DT \| \| Diego Alonso \| Club de Fútbol Pachuca \| \| Fuente: Revista Liga Bancomer MX[4] \| \| \| \| \| | O.Pérez Aguilar Montes Murillo Manny Martínez Gargano Gutiérrez C.Sánchez H.Lozano Gignac |                     |                     |                          |
| N.º. | Pos.                                                                                      | Nac.                | Jugador             | Equipo                   |
| 21 | POR                                                                                       | Bandera de México   | Óscar Pérez         | Club de Fútbol Pachuca   |
| 22 | LTD                                                                                       | Bandera de México   | Paul Aguilar        | Club América             |
| 286 | DCT                                                                                       | Bandera de México   | César Montes        | Club de Fútbol Monterrey |
| 3 | DCT                                                                                       | Bandera de Colombia | Óscar Murillo       | Club de Fútbol Pachuca   |
| 12 | LTI                                                                                       | Bandera de México   | Emmanuel García     | Club de Fútbol Pachuca   |
| 10 | MED                                                                                       | Bandera de Paraguay | Osvaldo Martínez    | Club América             |
| 5 | MED                                                                                       | Bandera de Uruguay  | Walter Gargano      | Club de Fútbol Monterrey |
| 15 | MED                                                                                       | Bandera de México   | Erick Gutiérrez     | Club de Fútbol Pachuca   |
| 13 | MED                                                                                       | Bandera de Uruguay  | Carlos Sánchez      | Club de Fútbol Monterrey |
| 8 | DEL                                                                                       | Bandera de México   | Hirving Lozano      | Club de Fútbol Pachuca   |
| 10 | DEL                                                                                       | Bandera de Francia  | André-Pierre Gignac | Tigres de la UANL        |
| DT | DT                                                                                        | Bandera de Uruguay  | Diego Alonso        | Club de Fútbol Pachuca   |
| Fuente: Revista Liga Bancomer MX |                                                                                           |                     |                     |                          |